# Euritmija
Euritmija je izvedbena umjetnost i terapijska metoda koju je osmislio Rudolf Steiner. 
Euritmijske geste i pokreti pokušavaju izraziti sam zvuk i govor kroz pokrete tijela. Svako slovo i glas ima svoju zasebnu gestu. Euritmijske predstave izvode se uz čitanje teksta i/ili glazbu, i u tišini. Sami euritmisti ističu kako euritmija nije ples, već „izraz duhovnog u kretnji ljudskog tijela.“ Steiner je tvrdio da starogrčki kipovi između ostalog zauzimaju i euritmijske poze. 
U euritmiji kao metodi ozdravljenja pojedine vježbe se izvode duže vrijeme, u skladu s oboljenjem i propisanom liječničkom terapijom.

## Euritmija u Hrvatskoj
U Hrvatskoj od 1998. djeluje Zagrebački euritmijski ansambl "Iona", dok je u Splitu od 2002. aktivan Euritmijski amaterski ansambl.

## Vanjske poveznice
- Vjesnik.com[neaktivna poveznica]
- Vrtić Duga  Arhivirana inačica izvorne stranice od 15. lipnja 2010. (Wayback Machine)
- Drumtidam[neaktivna poveznica]